# Чемпионат мира по шорт-треку 1999
Чемпионат мира по шорт-треку 1999 года проходил 19-21 марта в Софии (Болгария).

## Общий медальный зачёт
| Место | Страна           | Золото | Серебро | Бронза | Всего |
| ----- | ---------------- | ------ | ------- | ------ | ----- |
| 1     | Китай            | 8      | 3       | 2      | 13    |
| 2     | Япония           | 1      | 2       | 0      | 4     |
| 3     | Италия           | 1      | 1       | 2      | 5     |
| 4     | Республика Корея | 0      | 2       | 3      | 6     |
| 5     | Болгария         | 0      | 1       | 1      | 2     |
| 6     | США              | 0      | 1       | 0      | 1     |
| 7     | Канада           | 0      | 0       | 2      | 2     |

## Медалисты
За первое место в дисциплине начислялось 34 очка, за второе — 21 очко, за третье — 13 очков, за четвёртое — 8 очков, за пятое — 5 очков, за шестое — 3 очка, за седьмое — 2 очка и за восьмое — 1 очко; очки начислялись лишь спортсменам, принявшим участие в финальных соревнованиях по соответствующей дисциплине. Затем очки складывались, и так определялся победитель в многоборье; эстафеты для определения победителей в многоборье не учитывались.

### Мужчины
| Дисциплина | Золото                                             | Серебро                                                             | Бронза                                                                                   |
| ---------- | -------------------------------------------------- | ------------------------------------------------------------------- | ---------------------------------------------------------------------------------------- |
| Многоборье | Ли Цзяцзюнь Китай                                  | Сатору Тэрао Япония                                                 | Фабио Карта Италия                                                                       |
| 500 м      | Ли Цзяцзюнь Китай                                  | Аполо Антон Оно США                                                 | Фабио Карта Италия                                                                       |
| 1000 м     | Сатору Тэрао Япония                                | Ким Дон Сун Республика Корея                                        | Эндрю Куинн Канада                                                                       |
| 1500 м     | Фабио Карта Италия                                 | Сатору Тэрао Япония                                                 | Ли Цзяцзюнь Китай                                                                        |
| 3000 м     | Ли Цзяцзюнь Китай                                  | Сатору Тэрао Япония                                                 | Фабио Карта Италия                                                                       |
| Эстафета   | Китай · Фэн Кай · Ань Юйлун · Ли Цзяцзюнь · Юань Е | Республика Корея · Ким Дон Сун · Ли Сын Джэ · Мин Рен · Бэк Кук Кун | Канада · Франсуа-Луи Трамбле · Эрик Бедар · Деррик Кэмпбелл · Джефф Шолтен · Эндрю Куинн |

### Женщины
| Дисциплина | Золото                                                     | Серебро                                                                           | Бронза                                                                          |
| ---------- | ---------------------------------------------------------- | --------------------------------------------------------------------------------- | ------------------------------------------------------------------------------- |
| Многоборье | Ян Ян (A) Китай                                            | Ян Ян (S) Китай                                                                   | Ким Мун Джун Республика Корея                                                   |
| 500 м      | Ян Ян (A) Китай                                            | Евгения Раданова Болгария                                                         | Ян Ян (S) Китай                                                                 |
| 1000 м     | Ян Ян (A) Китай                                            | Ян Ян (S) Китай                                                                   | Ким Мун Джун Республика Корея                                                   |
| 1500 м     | Ян Ян (S) Китай                                            | Ян Ян (A) Китай                                                                   | Ким Мун Джун Республика Корея                                                   |
| 3000 м     | Ян Ян (A) Китай                                            | Ким Мун Джун Республика Корея                                                     | Ян Ян (S) Китай                                                                 |
| Эстафета   | Китай · Ван Чуньлу · Ян Ян (S) · Ян Ян (А) · Сунь Даньдань | Италия · Марта Капурсо · Маринелла Канклини · Барбара Бальдиссера · Катя Кольтури | Болгария · Евгения Раданова · Даниэла Влаева · Анна Крастева · Марина Георгиева |